# ويلسون تشاندلر
ويلسون تشاندلر (بالإنجليزية: Wilson Chandler)‏ مواليد 10 مايو 1987، هو لاعب كرة سلة أمريكي يلعب مع فريق دنفر ناغتس في الرابطة الوطنية لكرة السلة ويحمل الرقم 21. يبلغ طوله 6 قدم 8 بوصة (2.0 م).

## فرق لعب لها
- نيويورك نيكس
- دنفر ناغتس
- دنفر ناغتس

## روابط خارجية
- ويلسون تشاندلر على موقع إن بي أي (الإنجليزية)
- ويلسون تشاندلر على موقع سبورتس رفرنس (الإنجليزية)
- ويلسون تشاندلر على موقع كرة السلة الأوروبية.كوم (الإنجليزية)
- ويلسون تشاندلر على موقع إي إس بي إن.كوم (الإنجليزية)
- ويلسون تشاندلر على موقع كلية كرة السلة في سبورتس رفرنس.كوم (الإنجليزية)
- ويلسون تشاندلر على موقع ريلجم (الإنجليزية)
- ويلسون تشاندلر على موقع بروبوليرز (الإنجليزية)
- ويلسون تشاندلر على موقع سبورتس رفرنس (الإنجليزية)